# Desmontador
Um desmontador, desassemblador ou disassembler é um programa de computador que converte código de máquina em código escrito em linguagem de montagem. A diferença entre um desmontador e um descompilador é que este último reverte a compilação de uma linguagem de alto nível, enquanto o primeiro reverte a montagem de uma linguagem de montagem.
O código fonte em linguagem de montagem geralmente contém constantes simbólicas, comentários e rótulos de endereçamento que são normalmente removidos do código de máquina gerado. Assim, o desmontador consegue reverter apenas parcialmente o processo de montagem, pois o código fonte produzido não irá conter essas constantes e comentários. Por causa disso, o código produzido por um desmontador é mais difícil de entender (para um humano) que o código fonte original, com suas anotações.